# Eau et Sel
Pour plus de détails, voir Fiche technique et Distribution.
Eau et Sel est un film franco-italo-portugais réalisé par Teresa Villaverde et sorti en 2001.

## Fiche technique
- Titre : Eau et Sel
- Titre original : Água e sal
- Réalisation : Teresa Villaverde
- Scénario : Teresa Villaverde
- Photographie : Emmanuel Machuel
- Décors : Ana Louro
- Costumes : Rita Lopes Alves
- Montage : Andrée Davanture
- Son : Vasco Pimentel, Nuno Carvalho et Joël Rangon
- Producteur : Paulo Branco
- Sociétés de production : Madragoa Filmes - Titti Film - RTP - Radiotelevisão Portuguesa
- Pays de production :  France -  Italie -  Portugal
- Distribution : Gémini Films
- Durée : 117 minutes
- Dates de sortie : 
  - Portugal : 15 février 2002
  - France : 8 mai 2002
  - Italie : 2001 (Mostra de Venise) ; 6 décembre 2002

## Distribution
- Galatea Ranzi
- Joaquim de Almeida
- Alexandre Pinto
- Miguel Borges
- Lúcia Sigalho
- Maria de Medeiros
- Ana Moreira

## Sélections
- Mostra de Venise 2001 (sélection « Cinéma du présent »)[1]
- Festival international de films de femmes de Créteil 2011[2]